# El Roble (Costa Rica)
Pour les articles homonymes, voir El Roble.
El Roble est une localité du Costa Rica constituant un district urbain de l'agglomération de Puntarenas.

## Histoire
Le district de El Roble a été créé par la loi 7909 du 14 septembre 1999.

## Démographie
La population du district était estimée à 14 231 habitants au 31 décembre 2007.